# Caenina
Caenina (altgriechisch Καινίνη) war eine sehr alte antike Stadt in der italienischen Landschaft Latium, die in der semilegendären Frühgeschichte Roms erwähnt wird und schon in antiker Zeit verschwand. Sie befand sich sehr nahe bei Rom, doch ist ihre genaue Lage unbekannt.
Laut Dionysios von Halikarnassos wurde Caenina ursprünglich von Sikelern besiedelt, die von den Aborigines verdrängt worden seien. Diodor gibt hingegen an, dass König Latinus Silvius von Alba Longa die Stadt nebst vielen weiteren gegründet habe. Plutarch und Stephanos von Byzanz zufolge war Caenina eine sabinische Stadt.
Caenina existierte schon vor der Gründung Roms. Gemäß der Sage griffen die Caeninenses (so die gewöhnliche Bezeichnung für die Einwohner Caeninas) zusammen mit den Einwohnern von Crustumerium und Antemnae nach dem Raub der Sabinerinnen zu den Waffen. Die Caeninenses führten die erste Attacke allein aus, wurden aber von Romulus geschlagen. Letzterer tötete den König von Caenina, Acro, eigenhändig im Zweikampf, eroberte und zerstörte dessen Stadt und weihte die erbeutete Rüstung Acros als erste spolia opima dem Iuppiter Feretrius. Anschließend sandte Romulus eine Kolonie nach Caenina, während die meisten Einwohner der bezwungenen Stadt mit Hab und Gut nach Rom übersiedelten.
Zur Zeit Plinius’ des Älteren war Caenina völlig verschwunden. Allerdings bestand ein besonderes römisches Staatspriestertum (Caeninenses sacerdotes) zur Pflege der nach Rom überführten sacra der untergegangenen Stadt noch wesentlich länger, wie Erwähnungen dieses Priestertums in kaiserzeitlichen Inschriften zeigen.